# 川崎市立犬蔵中学校
川崎市立犬蔵中学校（かわさきしりつ いぬくらちゅうがっこう）は、神奈川県川崎市宮前区犬蔵1丁目にある公立中学校。

## 沿革
- 1977年（昭和52年）4月30日 - 造成工事に着手。
- 1978年（昭和53年）
  - 3月10日 - 開校記念準備委員会発足。
  - 4月1日 - 創立。
  - 4月5日 - 体育館にて、第1回入学式挙行。最初の新入生は288名。
  - 5月22日 - 学校教育目標、教職員・生徒信条目標、標準服、靴等決定し、校章制定。
  - 7月21日 - 校旗、応援旗作成完了。
  - 10月30日 - PTA設立準備委員会発足。
  - 12月9日 - PTA設立総会開催し、PTA設定。
  - 12月15日 - 開校記念日を11月24日に定める。
- 1979年（昭和54年）
  - 1月30日 - 校庭散水栓工事完了。
  - 3月 - 校旗樹立式挙行し、校歌制定。
  - 3月23日 - 体育館落成。
  - 5月12日 - 開校記念式典挙行。
  - 7月19日 - プール完成、校庭用時計設置。
- 1981年（昭和56年）3月26日 - 金工室・木工室完成。
- 1982年（昭和57年） 
  - 6月20日 - 教育懇話会寄贈により、学校庭園完成。
  - 9月18日 - 校舎完成並びに開校5周年の両記念式典挙行。
- 1983年（昭和58年）1月16日 - 正門から校舎アプローチ舗装工事完了。
- 1988年（昭和63年）11月19日 - 創立10周年記念式典挙行。
- 1990年（平成2年）3月20日 - LL教室完成。
- 1991年（平成3年）9月10日 - パソコン教室完成
- 1992年（平成4年）9月 - 事務センターと教職員用シャワーを設置。
- 1998年（平成10年）11月3日 - 創立20周年記念式典挙行。
- 2006年（平成18年）
  - 4月1日 - 格技室棟完成。宮前スポーツセンター落成記念。
  - 12月 - 体育館フロア改修。
- 2008年（平成20年）10月25日 - 創立30周年記念式典挙行。

## 通学区域
出典
- 宮前区
  - 犬蔵1丁目（全域）
  - 犬蔵2丁目（全域）
  - 犬蔵3丁目（1番～7番、8番27号、9番18号～9番20号、10番以降）
  - 白幡台1丁目（全域）
  - 白幡台2丁目（全域）
  - 菅生5丁目（23番1号～23番29号）
  - 菅生6丁目（1番～32番、35番34号～35番40号、36番21号～36番23号、37番）
  - 平4丁目（6番）
  - 南平台（全域）
  - 初山2丁目（9番10号～9番22号、10番21号～10番49号、10番51号～22番、23番45号～23番終り、27番、29番）

## 周辺
- 宮前スポーツセンター - 同一敷地内
- 川崎市消防局宮前消防署犬蔵分団
- 川崎市消防訓練センター - 宮前消防署犬蔵分団と同一敷地内
- 尻手黒川道路
- 川崎市立犬蔵小学校
- 東名高速道路東名川崎インターチェンジ
  - なお、ランプ路は近いが、東名川崎料金所及び尻手黒川道路との入出路は、本線をはさんで、やや離れている。

## 交通
- 川崎市営バス「溝15」・「溝16」、「た83」の各系統で、「犬蔵小学校前」バス停下車後、徒歩。

## 著名な出身者
- 斉藤光毅（プロサッカー選手）
- hitomi（歌手）
- 松井千夏
- 今市隆二（三代目 J SOUL BROTHERS from EXILE TRIBE）
- 山田門（プロ野球選手）